# Thomas Wijck
Thomas Adriaensz. Wijck of Wy(c)k (Beverwijk, ca. 1616 – begraven te Haarlem, 10 augustus 1677) was een Nederlands kunstschilder, etser en prenttekenaar.

## Leven en werk
Wijck werd geboren in een kunstenaarsfamilie en waarschijnlijk opgeleid door zijn vader. Van zijn vroege leven is weinig gedocumenteerd. In 1642 werd hij lid van het Sint-Lucasgilde te Haarlem en in 1644 huwde hij er met Trijntje de Reijger, met wie hij drie geregistreerde kinderen had: Jan (1645), Cornelia (1657) en Adam (1661). In 1653 was hij getuige in een schuldzaak en regelde hij de begrafenis van zijn zus.
Ergens tussen 1645 en 1653 moet Wijck een reis naar Italië hebben gemaakt. Getuige een groot aantal aan hem toegeschreven werken moet hij gewerkt hebben in de omgeving van Napels en Rome, waar hij onder invloed lijkt te hebben gestaan van de italianisanten, in het bijzonder Pieter van Laer. Zijn Italiaanse werken bestaan voornamelijk uit buitentaferelen, zoals landschappen met ruïnes, strandgezichten en markttaferelen. In zijn Haarlemse tijd daarentegen legde hij zich vooral toe op interieurs, min of meer onder invloed van Adriaen van Ostade. Het meest bekend is hij om zijn taferelen met alchemisten of filosofen, doorgaans overvol met objecten, vaak met overvloedige glimlichten. Van 1660 tot in ieder geval 1666 woonde en werkte Wijck te Londen, waar hij omstreeks 1663-64 vergezeld werd door zijn zoon en leerling Jan, die de rest van zijn carrière in Engeland zou blijven. Ook Jan van Huchtenburg en Jan van der Vaart waren leerlingen van Wijck.
Wijck overleed in 1677, waarschijnlijk te Haarlem, afgaande op het feit dat hij daar op 19 augustus begraven werd in de Nieuwe Kerk. Zijn werk bevindt zich onder andere in de collecties van het Rijksmuseum Amsterdam, het Mauritshuis te Den Haag, het Courtauld Institute of Art te Londen, het Ashmolean Museum te Oxford, het Fitzwilliam Museum te Cambridge, het Kunsthistorisches Museum te Wenen, het Hermitage Museum te Sint-Petersburg, de National Gallery of Art te Washington D.C. en de Fine Arts Museums of San Francisco.
In Beverwijk is een straat naar Thomas Wijck genoemd.

## Galerij

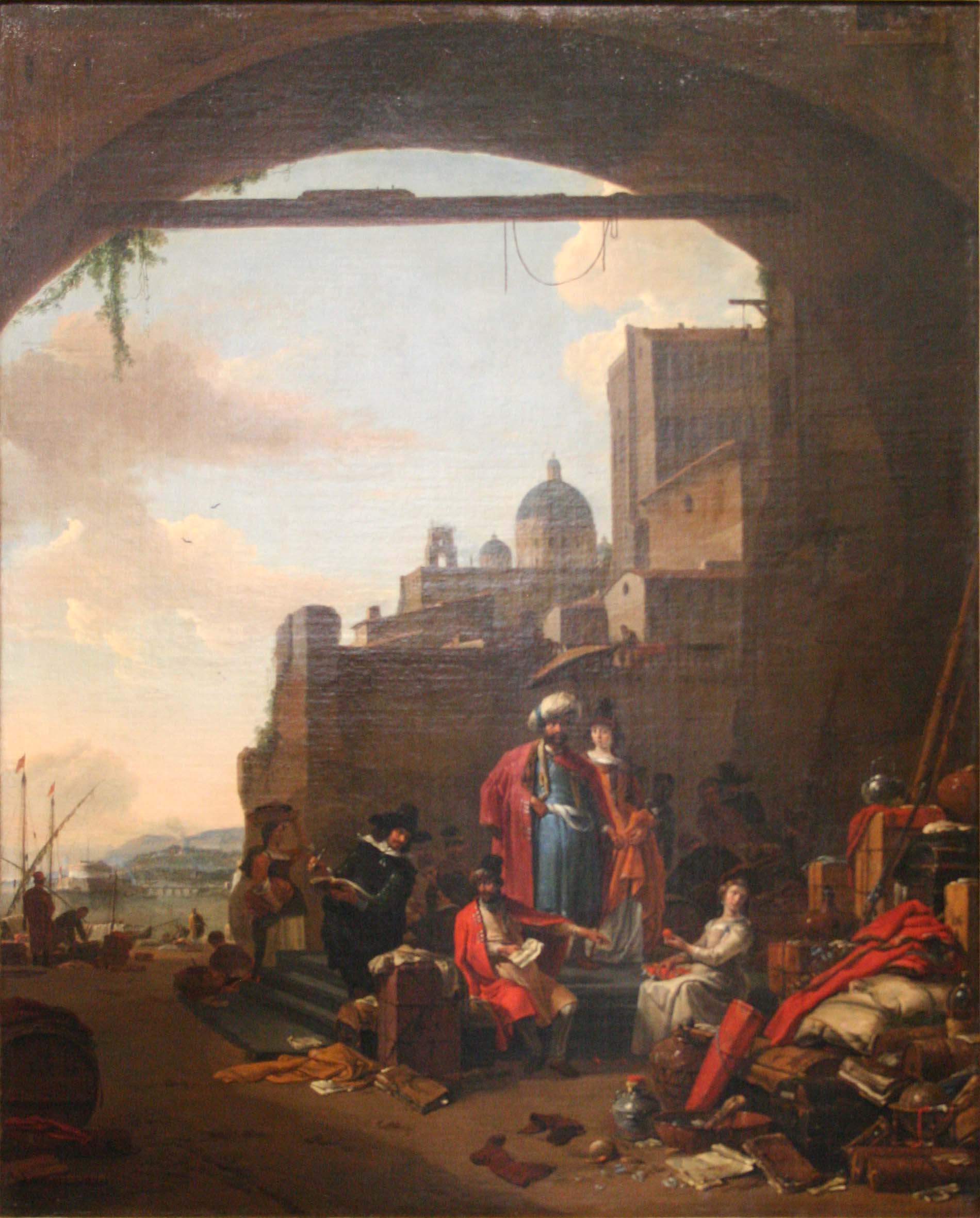
De zeerover en de jood
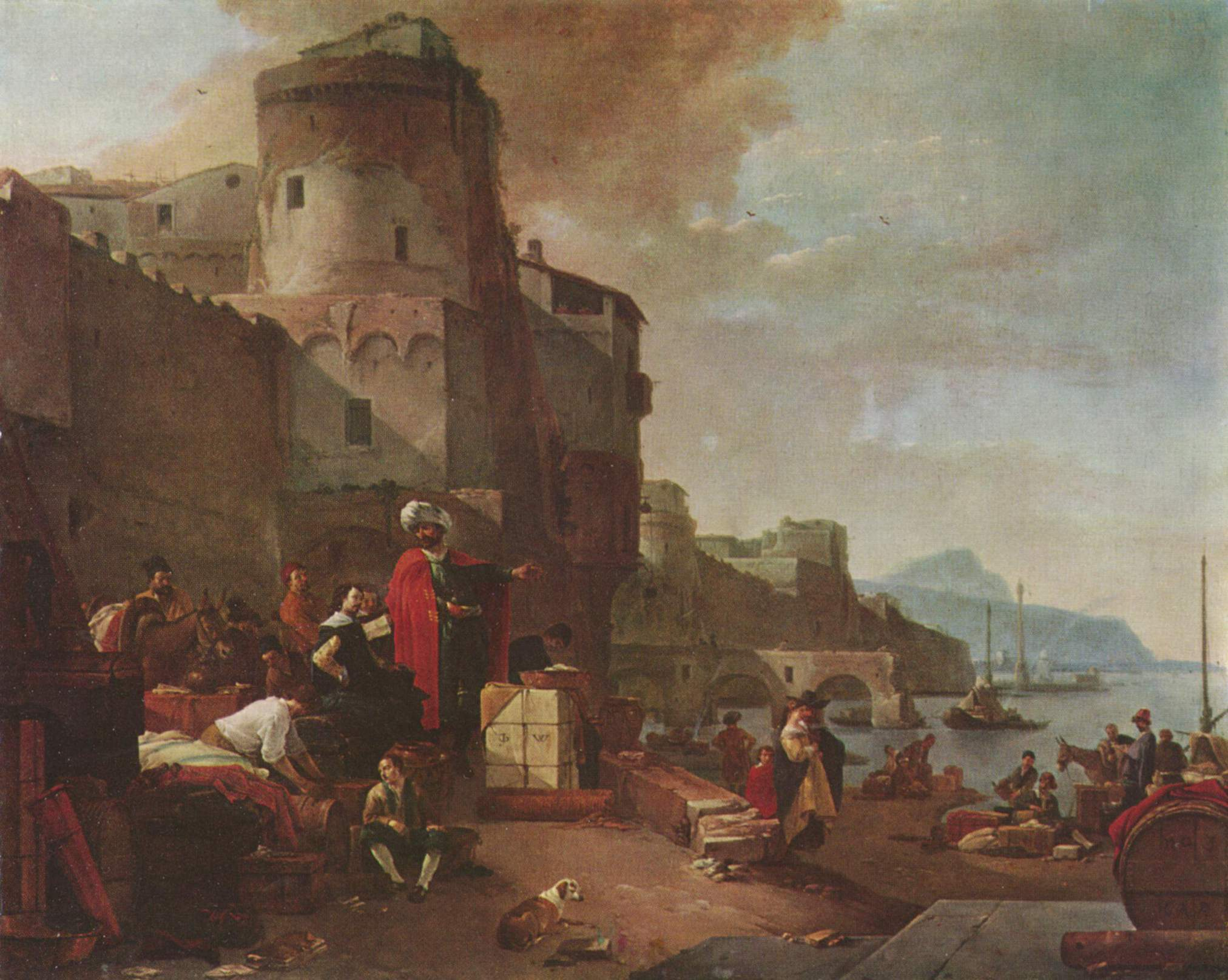
Italiaanse haven
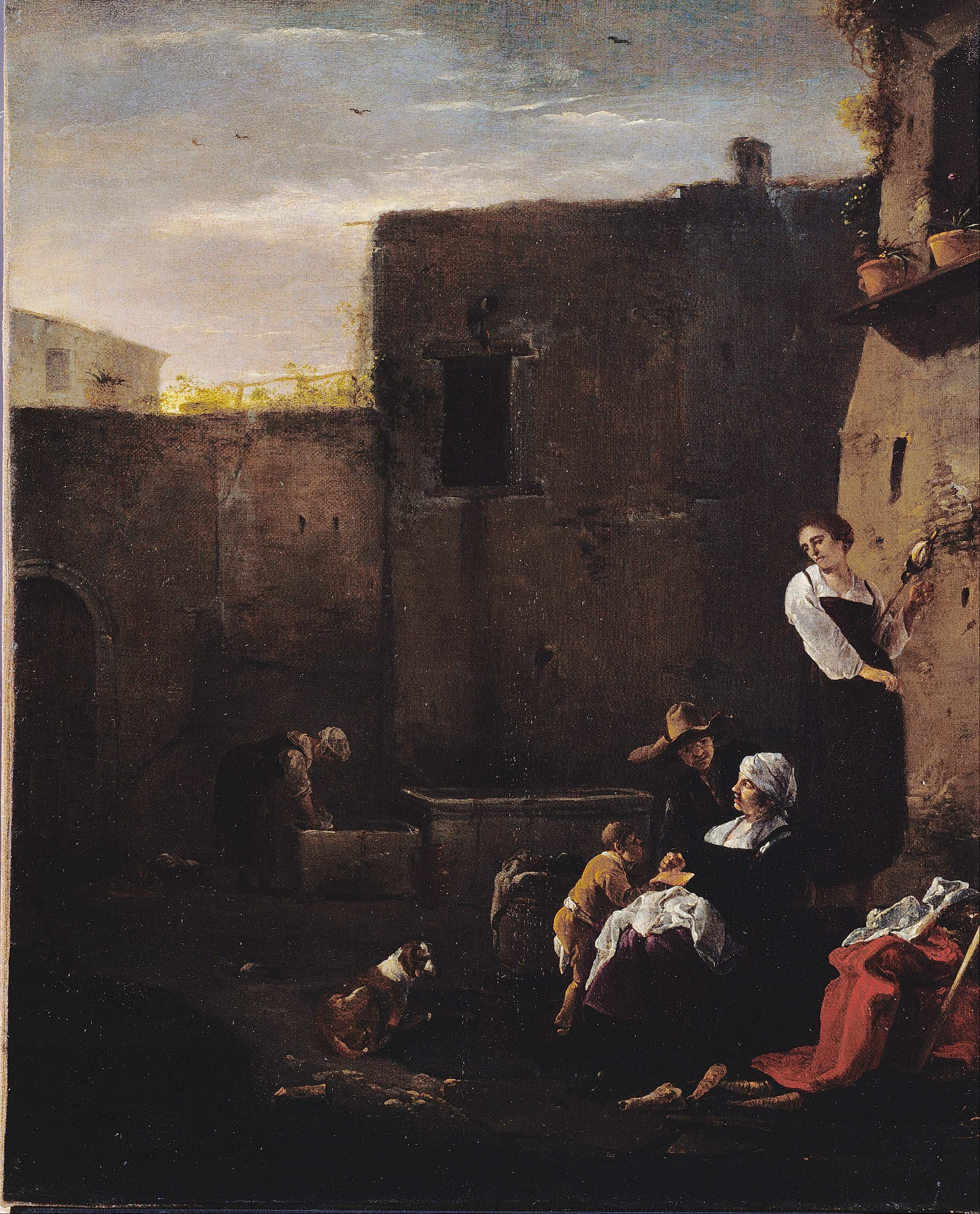
Italiaanse binnenplaats
Een wetenschapper in zijn studio
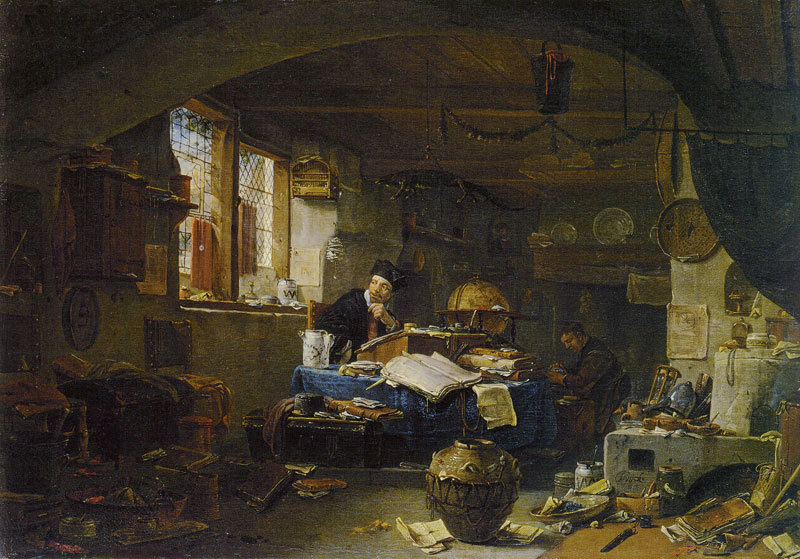
De alchemist in zijn laboratorium
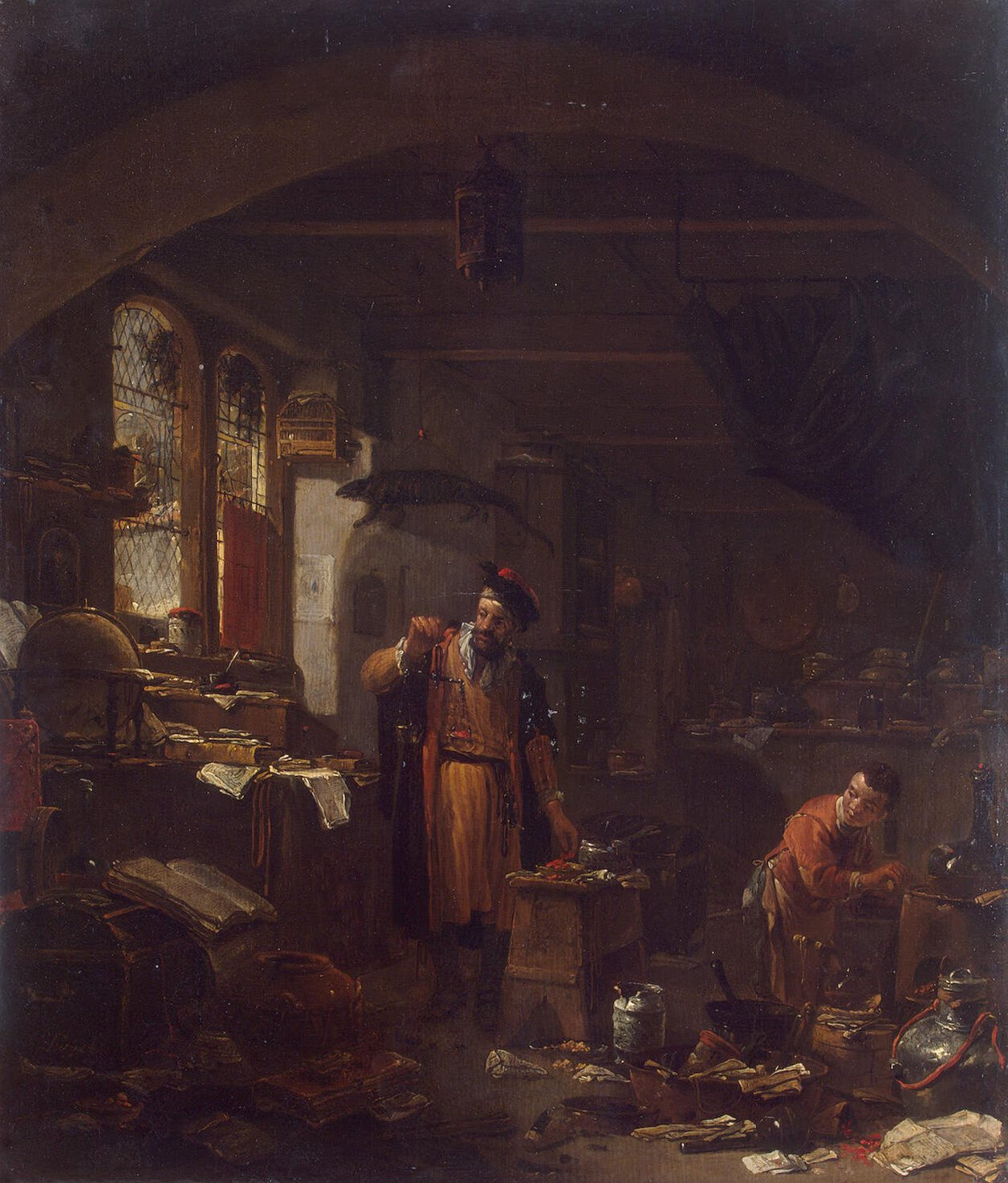
Een alchemist